# Ebn al Aalam
Alī ibn al-Ḥusayn Abū l-Qasim al-'Alawi Ashraf al-Sharif al-Husayni, (arabe : ابن الأعلم الشريف الحسيني), dit Ebn al Aalam, (mort à Bagdad en 985) est un astronome persan du Xe siècle.
Il calcula avec précision les équinoxes[réf. souhaitée].
Il jouissait d'un grand renom au Xe siècle : il était le confident et le conseil du sultan Adhad Eddaulah. Il perdit son crédit avec le successeur de ce prince et dut se faire ermite.